# Inevitable
 Inevitable és una pel·lícula filmada en color coproducció de l'Argentina i Espanya dirigida per Jorge Algora segons el seu propi guió escrit en col·laboració amb Héctor Carré sobre l'obra de teatre Cita a ciegas de Mario Diament que es va estrenar el 20 de març de 2014 i que va tenir com a protagonistes a Federico Luppi, Darío Grandinetti, Mabel Rivera i Antonella Costa.
La peça teatral va tenir dues temporades d'èxit al Teatro Nacional Cervantes en 2005 i 2006 i va ser reposada en 2013 en el Teatre Colonial, de Buenos Aires. Sobre ella es va realitzar una altra versió cinematogràfica titulada Puzle o Puzle for a blind man, de Romania dirigida per Andrei Zinca i estrenada en 2013.

## Repartiment
Van actuar en la pel·lícula els següents intèrprets::
- Federico Luppi... El Ciego
- Darío Grandinetti... Fabián Ladner
- Mabel Rivera... Olga
- Antonella Costa... Alicia Kusnir
- Carolina Peleritti... Mariela Monfrini
- Mighello Blanco... El Ciego Joven
- Déborah Vukusic... Olga Joven
- Raúl Calandra... Posternak
- Carlos Kaspar... Freire
- Paula Sartor... Vanina

## Comentaris
Alejandro Lingenti va opinar a La Nación :”
| « | ”Són massa, i bastant forçades, les casualitats que embasten la història d'aquesta pel·lícula… Cal fer un esforç important per comprar aquesta trama plena de vincles calculats des del guió, per a acabar d'acceptar el seu versemblant. I també per a no avorrir-se amb una sèrie de tòpics molt transitats sobre els quals la pel·lícula d'Algora no diu res nou: l'abúlia de la vida en parella, el despietat món dels negocis, l'extravagància dels artistes... Inevitable… sembla condemnada … a replicar llocs comuns d'un cinema solemne i didàctic que per aquí va estar en voga en els 80…. L'elenc resol amb eficiència els lligams que imposa un argument tan viest, encara que els actors estiguin obligats a dir coses com "aquí no es ve a treballar, sinó a fer diners" i "mentre vostè es compra aquesta brusa hi ha gent que no té per menjar" i hagin de moure's en l'àmbit d'una ficció on els artistes de carrer odien als banquers i un marchant és necessàriament gai. Sobre el final, una abrupta volta de rosca que demonitza a l'alienat personatge interpretat amb solvència per Grandinetti acaba per confirmar que la subtilesa mai va estar en els plans d'Algora...”...” | » |

Juan Carlos Fontana va escriure a La Prensa:
| « | ”correctament contada pel director…que també va saber guiar molt bé als seus actors, perquè cadascun li aporti naturalitat i espontaneïtat als seus personatges. Des d'aquest punt de vista cap desentona i entre alguns tangos que s'escolten de fons i acompanyen uns certs climes del film, s'admiren les actuacions de Darío Grandinetti, Federico Luppi, Carolina Peleritti i Antonella Costa.”.” | » |

## Premis i nominacions
Premis Mestre Mateo
| Any        | Categoria                | Receptor                          | Resultat  |
| ---------- | ------------------------ | --------------------------------- | --------- |
| 12a edició | Millor pel·lícula        | Jorge Algora                      | Nominat   |
| 12a edició | Millor actor secundari   | Federico Luppi                    | Nominat   |
| 12a edició | Millor actriu secundària | Mabel Rivera                      | Nominada  |
| 12a edició | Millor muntatge          | Guillermo Represa                 | Nominat   |
| 12a edició | Millor música original   | Berrogüetto                       | Guanyador |
| 12a edició | Millor so                | José Alberto Suárez i Pablo Beade | Nominats  |